# Kanpetlet
Kanpetlet är en kommun i Myanmar.   Den ligger i regionen Chin, i den centrala delen av landet, 270 km nordväst om huvudstaden Naypyidaw. Antalet invånare är 21 526.